# Neu Weitendorf
Neu Weitendorf ist ein Ortsteil der Gemeinde Gägelow im Landkreis Nordwestmecklenburg in Mecklenburg-Vorpommern. 

## Geografie und Verkehrsanbindung
Neu Weitendorf liegt nordwestlich des Kernortes Gägelow an der Landesstraße L 01. Die B 105/B 106 verläuft östlich. 

## Sehenswürdigkeiten
Das Großsteingrab von Proseken, eine Megalithanlage der Trichterbecherkultur (TBK), ist zwischen 3500 und 2800 v. Chr. entstanden. Es befindet sich südöstlich von Neu Weitendorf in einer Baumgruppe im Feld.